# هائو یون
هائو یون (انگلیسی: Hao Yun؛ زادهٔ ۲۳ june ۱۹۹۵ (۲۹ سال)) ورزشکار ورزش شنا اهل چین است.
وی در مسابقات کشوری و بین‌المللی در مجموع برندهٔ ۱ مدال نقره، ۲ مدال برنز شده‌است.